# Karangjati (Wonosegoro)
Karangjati is een bestuurslaag in het regentschap Boyolali van de provincie Midden-Java, Indonesië. Karangjati telt 4387 inwoners (volkstelling 2010).